# Paetongtarn Shinawatra
Paetongtarn Shinawatra (în thailandeză แพทองธาร ชินวัตร; n. 21 august 1986, Bangkok, Thailanda) este o politiciană și femeie de afaceri thailandeză care ocupă funcțiile de prim-ministru al Thailandei din august 2024 și lider al Partidului Pheu Thai din octombrie 2023. Membră a familiei politice Shinawatra, este fiica cea mai mică a lui Thaksin Shinawatra (prim-ministru din 2001 până în 2006) și nepoată a lui Yingluck Shinawatra (prim-ministru din 2011 până în 2014). La momentul preluării mandatului, ea era cel mai tânăr șef de guvern din istoria Thailandei, precum și a doua femeie care ocupa această funcție.